# حب للحياة (فلم)
حب للحياة فيلم سوري من إنتاج 1981 ومن إخراج بشير صافية و سيناريو حسن سامي يوسف ومدة الفيلم 100 دقيقة .
بطولة ::
- - سمر سامي
  - منى واصف
  - عباس النوري
  - نذير سرحان
  - أحمد عداس
  - محمد خير حلواني
  - بسام لطفي
  - سحر فوزي
  - محمد الشماط
  - ياسين أرنأوط
  - عبدالسلام الطيب
  - قمر مرتضى
  - محمد الحريري